# マックジョー・アローヨ
マックジョー・アローヨ（McJoe Arroyo Acevedo、1985年12月5日 - ）は、プエルトリコの男性プロボクサー。元IBF世界スーパーフライ級王者。双子の兄のマックウィリアムズ・アローヨもプロボクサーで元WBC世界フライ級暫定王者。

## 来歴

### アマチュア時代
2007年、アメリカのシカゴで開催された2007年世界ボクシング選手権大会にバンタム級(54kg)で出場し、準決勝で敗退。
2008年、中華人民共和国の北京で開催された北京オリンピックにバンタム級(54kg)で出場し、1回戦で敗退。
2009年、イタリアのミラノで開催された2009年世界ボクシング選手権大会にバンタム級(54kg)で出場し、3回戦で敗退。

### プロ時代
2010年2月7日、バヤモンのコリセオ・ルーベン・ロドリゲスでジョバンニ・リベラと対戦し、2回25秒TKO勝ちを収めデビュー戦を白星で飾った。
2013年2月2日、バヤモンのコリセオ・ルーベン・ロドリゲスでフェリペ・リバスとWBOラテンアメリカスーパーフライ級王座決定戦を行い、4回2分59秒TKO勝ちを収め王座獲得に成功した。
2013年4月20日、メキシコシティのアレナ・シウダ・デ・メヒコでハイロ・エルナンデスとスーパーフライ級契約戦を行い、8回3-0（78-73、77-74、76-75）の判定勝ちを収めた。
2014年6月14日、メキシコのチアパス州トゥストラ・グティエレスのアレナ・メトロポリタナ・ホルヘ・クエシー・セラーノで元WBA世界フライ級王者エルナン・マルケスとIBF世界スーパーフライ級王者ゾラニ・テテへの挑戦者決定戦を行い、11回47秒TKO勝ちを収め挑戦権獲得に成功した。
2014年12月20日、カロリーナのエル・サン・ファン・リゾート&カジノでマーク・アンソニー・ヘラルドとゾラニ・テテへの挑戦者決定戦を行い、12回3-0（2者が119-107、118-108）の判定勝ちを収め指名挑戦権獲得に成功した。6月2日、テテがアローヨとの対戦交渉決裂を理由に王座を返上した為、IBF世界スーパーフライ級3位のアーサー・ビラヌエバとIBF世界スーパーフライ級王座決定戦を行うよう指令を受けた。
2015年7月18日、アメリカのテキサス州エルパソのドン・ハスキンズ・コンベンション・センターでIBF世界スーパーフライ級3位のアーサー・ビラヌエバとIBF世界スーパーフライ級王座決定戦を行い、10回2分5秒、3-0（2者が98-91、97-92）の負傷判定勝ちを収め王座獲得に成功した。
2015年7月29日、ボクシングマネージャー兼アドバイザーのアル・ヘイモンと契約。
2016年4月16日、カヴィテ州バコールのストライク・コロシアムでIBF世界スーパーフライ級3位のヘルウィン・アンカハスと対戦し、指名試合を制しての初防衛を目指す予定だったが、アローヨがアメリカで試合ができないことを理由にアウェーでの試合に不満を示していた。そして公開練習直前になってアローヨが怪我を理由に土壇場でキャンセルした。その後病院で検査した結果左拳を骨折していたことが分かり延期となった。
2016年9月3日、タギッグのフラド・ホール・オブ・ザ・フィリピン・マリーン・コープでIBF世界スーパーフライ級3位のヘルウィン・アンカハスと対戦し、8回にダウンを奪われる等有利に進められ、12回0-3（109-118、112-115、110-117）の判定負けを喫し初防衛に失敗、王座から陥落した。
2017年7月29日、バークレイズ・センターで元WBA世界バンタム級スーパー王者でIBF世界スーパーフライ級13位のルーシー・ウォーレンとIBF世界スーパーフライ級挑戦者決定戦を行い、12回0-3（110-118、111-117×2）の判定負けを喫しアンカハスへの挑戦権獲得に失敗した。
2019年3月16日、前WBC世界バンタム級王者ルイス・ネリとのバンタム級10回戦を米国テキサス州アーリントンのAT&Tスタジアムで行い、4度ダウンを奪われた末に棄権する形で5回TKO負けを喫した。

## 獲得タイトル
- WBOラテンアメリカスーパーフライ級王座
- IBF世界スーパーフライ級王座（防衛0）